# Nordamerikansk risråtta
Nordamerikansk risråtta (Oryzomys palustris) är en däggdjursart som först beskrevs av Harlan 1837.  Oryzomys palustris ingår i släktet risråttor, och familjen hamsterartade gnagare. IUCN kategoriserar arten globalt som livskraftig. Artepitet i det vetenskapliga namnet är bildad av det latinska ordet för sälta eller marskland.

## Utseende
Arten når en kroppslängd (huvud och bål) av 11 till 13 cm och med svans blir den 22,6 till 30,5 cm lång. Vikten varierar mellan 45 och 80 g. Den långa pälsen med en vattentät underull har på ovansidan en gråbrun färg medan undersidan är täckt av ljusgrå till vit päls. Svansen är bara glest täckt med hår och den har en mörkbrun ovansida samt en något ljusare undersida.

## Utbredning och habitat
Denna risråtta förekommer i östra och södra Nordamerika. Den når i norr New Jersey och i väst centrala Oklahoma och östra Texas. Habitatet utgörs av marskland, träskmarker och fuktiga ängar.

## Ekologi
Individerna bygger bon av växtdelar som förankras på höga stjälkar eller i buskar så att de inte blir våt. Boet är klotformigt och har ungefär storleken av en grapefrukt. Ibland skapas ett nät av underjordiska tunnlar i territoriet. Djuret använder en latrin i närheten av boet. Nordamerikansk risråtta är huvudsakligen aktiv på natten. Den äter frön och olika leddjur. I mindre mått ingår små ryggradsdjur som fiskar, unga sköldpaddor, fågelägg och kadaver i födan. Arten kan trots sin ringa storlek simma en 300 meter lång sträcka. Den kan dessutom dyka en över 10 meter. När honan inte är brunstig lever varje individ ensam med ett avgränsat revir. Nordamerikansk risråtta håller ingen vinterdvala.
Honor parar sig ofta under våren men kan föda ungar under hela året. Några honor har upp till 6 kullar per år. Efter dräktigheten som varar 21 till 28 dagar föder honan en till sju ungar (ofta 4-6). Cirka två veckor efter födelsen slutar honan med digivning. Ungarna blir könsmogna efter 50 till 60 dagar. Ofta blir honan brunstig kort efter ungarnas födelse.

## Underarter
Arten delas in i följande underarter:
- O. p. palustris
- O. p. natator
- O. p. coloratus
- O. p. planirostris
- O. p. sanibeli
- O. p. texensis